# Ragnar Svensson
Ragnar Ossian Svensson (Gotemburgo, 31 de dezembro de 1882 — 5 de junho de 1959) foi um velejador sueco, medalhista olímpico. Ele competiu nos Jogos Olímpicos de Verão de 1920 na classe Cruzador de escolho 40 m² e conquistou a medalha de prata na disputa a bordo do Elsie com Gustaf Svensson, Percy Almstedt e Erik Mellbin.
De 1904 a 1907, Svensson estudou na Academia Real de Artes da Suécia em Estocolmo. Ele então trabalhou como arquiteto em sua cidade natal, Gotemburgo, onde ergueu vários edifícios.